# 金砂福
金 砂福（キム・サボク、김사복、1932年 - 1984年）は、大韓民国のタクシー運転手。
一市井のタクシー運転手に過ぎない彼だが、韓国現代史上2つの大きな事件に関与したとされている。

## 概要と事件

### タクシー運転手として
金砂福は1932年に生まれ、日本統治時代の朝鮮において日本語を学び、また英語も独学で修得し、遅くとも1970年代にはタクシー業をソウル市内で営んでいた。個人タクシーではなく、高級ホテルであるソウル中区会賢洞1街のソウルパレスホテルの専属タクシー業者として、主に宿泊客相手に稼働していた。持ち前の語学力から外国人客、特にジャーナリスト相手が主であったという。

### 文世光事件
1974年8月15日朝、朝鮮ホテルに投宿していた文世光は、光復節の祝賀行事が挙行される国立劇場へ向かうべく、フロントでタクシーの斡旋を依頼したが、ちょうどその時間は全てのタクシーが出払っており断られた。そこへ「たまたま」ソウルパレスホテルのタクシーがやってきて、空車となったところを文はこのタクシーに乗車して国立劇場へ向かい、事件を起こした。文は在日朝鮮人であり、その流暢な日本語から日本人を装っていたものと推測できる。この時のソウルパレスホテルのタクシーは金砂福所有のもので、運転手は異なる従業員であった。

### ヒンツペーターとの出会い
先述の通り金は流ちょうな外国語から外国人客との接客が多く、特に日本とドイツのジャーナリストが多かったという。その中で後に大きな関わりとなるユルゲン・ヒンツペーターと出会っている。この出会いは広く知られている光州事件よりも以前、遅くとも1975年8月17日、張俊河死亡事件の現場で金とヒンツペーターはその死亡現場に立ち会っている。

### 光州事件
ドイツ公共放送連盟（ARD）の東京特派員だったユルゲン・ヒンツペーターは、韓国の光州で不穏な動きがあることを察知し、韓国へ向かう。金浦空港で同行の録音担当記者と共に懇意だった金と落ち合い、5月20日に光州へ向かう。5月21日に韓国軍による市民への銃撃が行われる様子をフィルムに納め、翌5月22日に光州を脱出しフィルムを東京へ送り、再度光州入り。5月27日に光州市が軍に落ちると翌5月28日にも光州入りしている。これら取材結果は本国ドイツを通じて世界に配信され、韓国軍の蛮行が世界の目に晒されることとなった。

## 死と死後の評価
金砂福の存在がクローズアップされたのは、光州事件をモデルとした映画『タクシー運転手 約束は海を越えて』からである。当初はその英雄的な行動から好意的な評価が主であったが、先述の文世光事件との関わりが発掘されると雲行きは怪しくなった。韓国では右派を中心に光州事件に対して「北朝鮮の関与」の主張があった。しかし光州事件否定論は韓国内ではタブー視されており、公論とはならなかった。しかし北朝鮮の手先として事件を起こした文を「たまたま」送り届けた金が光州事件の記者も送り届けていたことから、これらを結びつけて光州事件陰謀説が唱えられ続ける結果となった。
映画の公開後、金砂福の息子スンピルが名乗り出て、映画の主人公のモデルが彼の父であることが明らかとなった。スンピルは「父が民主化に無言で寄与した点が知られた点はうれしかった」としながらも、その描写が現実とかけ離れていることに強い不満を訴えている。
スンピルによると、砂福は光州事件の後、軍が民衆を弾圧する姿に心を痛めて酒に溺れ肝硬変を患い、1984年に肝臓がんで逝去したという。